# Caesar (datorspel)
Caesar släpptes den 12 oktober 1992, och är ett stadsbyggarspel till PC från företaget Impressions Games. Spelet utspelar sig i det Romerska riket. Till skillnad från exempelvis Simcity finns här även militära element.